# Saint-Just (Isère)
Pour les articles homonymes, voir Saint-Just (homonymie).
Saint-Just est une ancienne commune française du département de l'Isère. La commune n'a connu qu'une brève existence : entre 1790 et 1794, elle fusionne avec Chaleyssin pour former la nouvelle commune de Saint-Just-Chaleyssin.

## Source
- Des villages de Cassini aux communes d'aujourd'hui, « Notice communale : Saint-Just », sur ehess.fr, École des hautes études en sciences sociales.